# Медвежий Охотник
Медвежий Охотник (? — 29 января 1863) — вождь индейского племени северных шошонов.
Он являлся одним из самых активных военных вождей северных шошонов. Когда в Юте и Айдахо
стали основываться постоянные поселения белых людей, то некоторые вожди индейцев были против этого. Караваны фургонов, которые передвигались по Орегонской тропе, распугивали дичь, а скот переселенцев уничтожал траву в окрестностях — всё это обрекало шошонов на голод. После того, как в Саммит-Крике белые люди казнили юного индейского воина, несправедливо обвинённого в краже лошадей, многие вожди северных шошонов и банноков решили отомстить. В результате произошёл целый ряд конфликтов. Медвежий Охотник был одним из лидеров индейцев, участвовавших в столкновениях с белыми людьми. Он, вместе со своими сторонниками, совершал нападения на фургоны переселенцев, убив нескольких человек.
После всех нападений индейцев полковник Патрик Коннор решил провести карательную экспедицию против северных шошонов. 29 января 1863 года солдаты атаковали селение шошонов на Бэр-Ривер. Медвежий Охотник был захвачен в плен и после того, как он мужественно перенёс пытки, был убит — один из солдат пронзил его голову штыком.